# 李堂堂
李堂堂（1954年12月—），男，汉族，陕西宝鸡人，中华人民共和国政治人物。曾任陕西省人民政府副省长，宁夏回族自治区人民政府副主席等职。
因在2006年中共陕西省委的换届中，违反工作纪律，于2007年1月被中纪委通报批评。2010年2月，因涉嫌受贿犯罪，受到开除党籍、公职处分。2011年4月8日，因受贿人民币768万余元被重庆市第五中级人民法院一审判处无期徒刑。

## 个人经历
1972年，李堂堂受推荐进入陕西师范大学中文系学习；并于1974年6月，在学校加入中国共产党；1975年大学毕业后，被分配到宝鸡市计划委员会工作，成为普通公务员。
此后，李堂堂一直在宝鸡市党政机关任职；1989年1月至1993年1月，历任中共陇县县委副书记、县长，县委书记，县人大常委会主任；1993年，升任宝鸡市副市长；1998年，任市委副书记、兼副市长。1999年2月，转任相邻的中共咸阳市委副书记、代市长、市长；2001年，担任咸阳市委书记、继续兼任市长。2002年7月，升任陕西省人民政府秘书长；在此期间，获得西安交通大学管理学院高级管理人员工商管理硕士学位；2006年4月，出任陕西省副省长。 2008年5月，调任宁夏回族自治区政府副主席，位列自治区政府领导班子第四位。
2009年10月，因涉嫌违纪，被中共中央组织部宣布免去领导职务，接受组织调查；11月，宁夏回族自治区人大常委会通过了对李堂堂的免职决定。2010年2月，中纪委、监察部宣布，给予李堂堂开除党籍、行政开除（简称“双开”）的处分决定，理由是认定他在陕西省任职期间，利用职务便利为他人谋取利益，收受巨额贿赂；利用职务便利为亲属经营活动谋取利益；生活腐化，李堂堂与下属固原林业局官员石绍泉一起在内蒙古嫖娼未成年人被公安局抓到，后来受到处分。